# Hytale
Hytale — закрита гра-пісочниця від Hypixel Studios. Виробництво почалося у 2015 році розробниками з багатокористувацького сервера Minecraft Hypixel за фінансування від Riot Games, яка пізніше купила студію у 2020 році. Розробники прагнуть випустити гру на ПК, консолях і мобільних пристроях.

## Ігровий процес
Hytale містить процедурно згенерований фантастичний світ, що складається з блоків численних форм, розташованих у тривимірній сітці з різними біомами, істотами та підземеллями. Гравці можуть брати участь у мінііграх, подібних до тих, що знаходяться на сервері Hypixel. Гравці зможуть створювати та ділитися модами та спеціальним вмістом за допомогою набору браузерних і внутрішньоігрових інструментів.
Hytale включає кілька процедурно згенерованих областей світу, відомих як «зони», що складаються з багатьох біомів і мобів. У цьому режимі будуть бої в стилі RPG, а також динамічні зустрічі з босами та дослідження підземель. Hytale матиме блокову конструкцію та включає багато різних інструментів редагування світу та кінематографічних інструментів, які гравці можуть використовувати в грі. Він матиме систему сценаріїв, яка дозволяє гравцям створювати та виконувати код у грі, а також вебнабір інструментів для 3D-моделювання, текстурування та анімації на основі CraftStudio, який гравці можуть використовувати для створення власних ресурсів для гри. У грі будуть як офіційні сервери, так і сервери спільноти з можливістю реалізації спеціальних функцій і мініігор, включаючи ігри гравець проти гравця (PvP).

## Розробка
Hytale розробляється Hypixel Studios для ПК, консолей та мобільних пристроїв. Спочатку клієнт розроблявся на C# із серверною технологією на Java, але у 2022 році вони оголосили, що почали переписувати рушій (як клієнт, так і сервер) на C++, щоб легше було випускати гру в різних країнах, платформ, а також для підвищення продуктивності. Північноірландська студія під керівництвом Аарона Донагі складається з понад сорока співробітників, які відокремилися від Hypixel Inc., компанії, що стоїть за розробкою сервера Hypixel у Minecraft. Розробка Hytale почалася на початку 2015 року Ідея Hytale виникла через зміни Ліцензійної угоди від Mojang у 2014 році, які заблокували сервери від мікротранзакцій, які вплинули на ігровий процес, що призвело до падіння доходу сервера Hypixel на 85 %. Розробники зрозуміли, що не контролюють свій проєкт, і вирішили створити власну окрему гру. Спочатку вони хотіли уникнути створення гри на основі вокселів, але зрештою вирішили це зробити, оскільки мали досвід у цьому жанрі на сервері Hypixel у Minecraft .
Hypixel Studios спочатку самофінансувалася за рахунок прибутку, отриманого від сервера Hypixel. Згодом студія отримала підтримку від Riot Games, яка інвестувала в студію кілька мільйонів доларів разом із консультативною групою, до якої входять бізнесмени Денніс Фонг, Роб Пардо та Пітер Левін. Студія була повністю придбана Riot Games у квітні 2020 року Hytale було оголошено через трейлер у грудні 2018 року, і протягом місяця він зібрав понад 31 мільйон переглядів. Гра, у яку спочатку планувалося грати у 2021 році, а потім відкладено на 2023 рік, тепер не має можливого вікна запуску через збільшення обсягу гри, включаючи перепис рушія на C++.
На сайті Hytale, 23 червня було опубліковано повідомлення про закриття проєкту.

## Номінування
Hytale була номінована в категорії Most Wanted Game на Golden Joystick Awards 2019, але програла Cyberpunk 2077.Гру також назвали найочікуванішою на церемонії нагородження Northern Ireland Game Awards 2021.